# Jurij Filatov
Jurij Mykolaevyč Filatov (in ucraino Юрій Миколайович Філатов?, in russo Юрий Николаевич Филатов?, Jurij Nikolaevič Filatov; Nova Ušycja, 30 luglio 1948) è un ex canoista sovietico, dal 1991 ucraino.

## Palmarès

### Olimpiadi
- 2 medaglie:
  - 2 ori (Monaco di Baviera 1972 nel K4 1000 m; Montréal 1976 nel K4 1000 m)

### Mondiali
- 4 medaglie:
  - 2 ori (Copenaghen 1970 nel K4 1000 m; Belgrado 1971 nel K4 1000 m)
  - 2 argenti (Tampere 1973 nel K4 1000 m; Città del Messico 1974 nel K4 1000 m)